# Armentières-sur-Avre
Armentières-sur-Avre is een gemeente in het Franse departement Eure (regio Normandië) en telt 165 inwoners (2004). De plaats maakt deel uit van het arrondissement Évreux.

## Geografie
De oppervlakte van Armentières-sur-Avre bedraagt 6,2 km², de bevolkingsdichtheid is 26,6 inwoners per km².
De onderstaande kaart toont de ligging van Armentières-sur-Avre met de belangrijkste infrastructuur en aangrenzende gemeenten.

## Demografie
Onderstaande figuur toont het verloop van het inwonertal (bron: INSEE-tellingen).